# Pars-lès-Chavanges
Pars-lès-Chavanges é uma comuna francesa na região administrativa de Grande Leste, no departamento de Aube. Estende-se por uma área de 8,5 km². Em 2010 a comuna tinha 61 habitantes (densidade: 7,2 hab./km²).